# Gampaha
Gampaha (ගම්පහ in cingalese, கம்பஹா in lingua tamil) è una città cingalese situata ad una ventina di km dalla costa ovest dell'isola di circa 11.000 abitanti ed è il capoluogo dell'omonimo distretto. È la sesta città della regione per numero di abitanti.
Il suo nome in cingalese significa "Cinque Villaggi", ovvero gli agglomerati del passato da cui si è formata. In passato fu chiamata anche Henarathgoda.

## Infrastrutture e trasporti
Gampaha è la quindicesima stazione della linea ferroviaria che va Colombo Fort verso Kandy.